# Ступино (городской округ Домодедово)
Ступино — деревня в городском округе Домодедово Московской области.

Глубины скважин в деревня Ступино
Ориентир глубины для скважин в населенном пункте деревне Ступино варьируется от 40 м до 50 м.

Почтовые индексы. География. История. Население. Премечания.

## Другие
стр. 1г
142063
стр. 1д
стр. 1д/1
стр. 1д/2

## Улица
Дубки ул
Лесная ул
Полевая ул
Сиреневый проезд

## Населенные пункты и поселки
КП Марьина Роща тер.
КП Черноморский тер.
СНТ Виктория-2 тер.

## 1-50
д. 1
142063
д. 3
142063
д. 5
142063
д. 5а
142063
д. 6
142063
д. 7
142063
д. 7б
142063
д. 8
142063
д. 10
142063
д. 11
142063
д. 11А
142063
д. 11Б
142063
д. 12
142063
д. 13
142063
д. 15
142063
д. 15а
142063
д. 16
142063
д. 17
142063
д. 18
142063
д. 18а
142063
д. 19
142063
д. 20
142063
д. 21б
142063
д. 21
142063
д. 21а
142063
д. 23
142063
д. 25Б
142063
д. 25А
142063
д. 26А
142063
д. 28
142063
д. 30
142063
д. 31
142063
д. 32
142063
д. 33
142063
д. 33а
142063
д. 33а стр. 1
142063
д. 41
142063
д. 42
142063
д. 43
142063

## 201—250
д. 21б/1

## Адреса почтовых отделений обслуживающих д Ступино
142063 — обл Московская, г Домодедово, с Вельяминово, стр. 1а

## География
Находится в южной части Московской области на расстоянии приблизительно 27 км на юг по прямой от железнодорожной станции Домодедово.

## История
Известна с 1622 года, когда была отмечено погибшей в смутное время, в 1629 году пустошь, поселена вновь после 1678 года.

## Население
Постоянное население составляло 16 человек в 2002 году (русские 100 %), 14 в 2010.